# 297 (عدد)
297 هو عدد صحيح طبيعي بين 296 و298

## في الرياضيات

### خصائص
- 297 عدد فردي
- 297 عدد ناقص
- 297 عدد مضلعي (10 أضلاع-100 أضلاع-...)